# Espectroscopia de infravermelho próximo

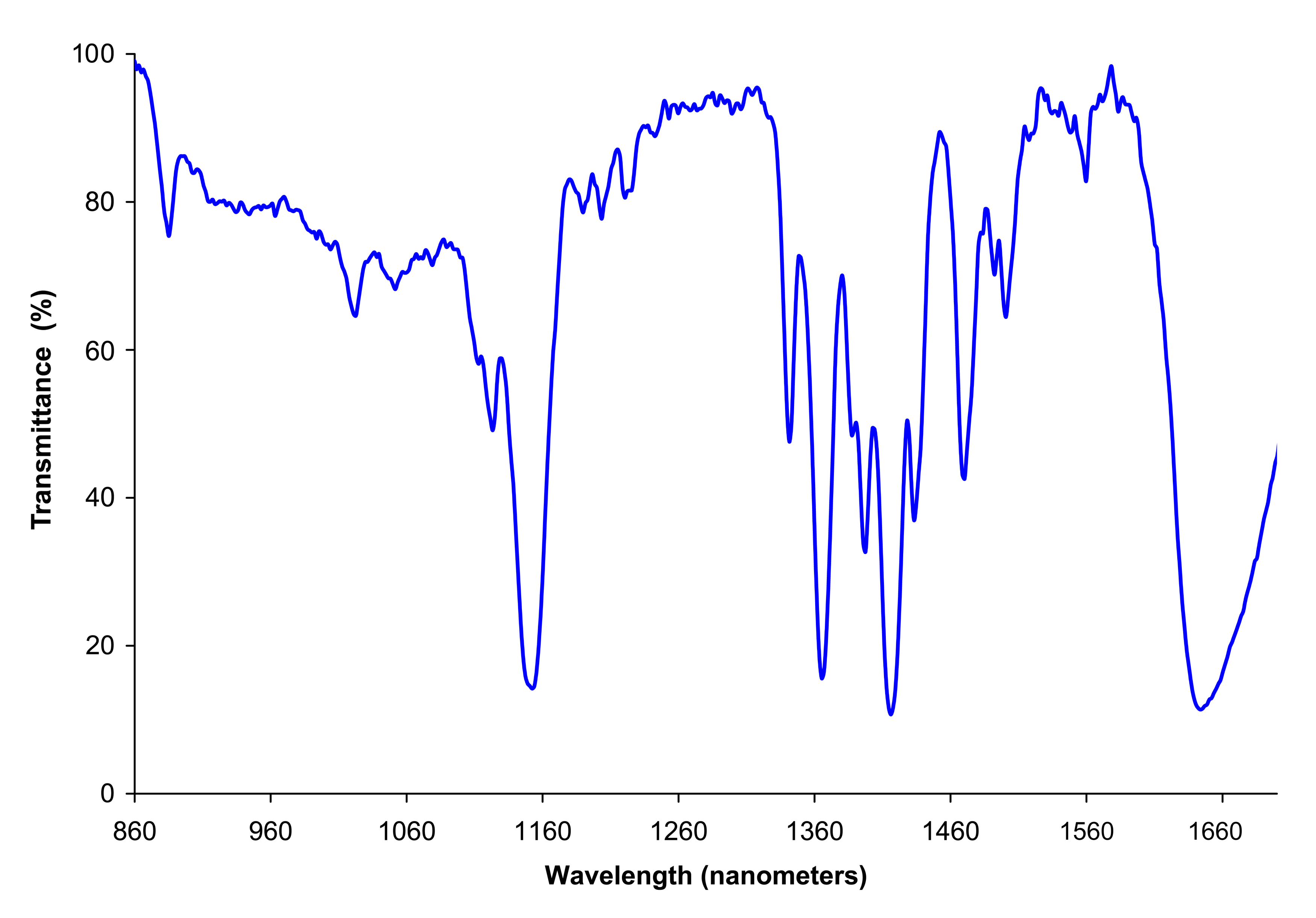
Espectro de absorção de diclorometano no infravermelho próximo.

Espectroscopia de infravermelho próximo (do inglês NIRS: Near-infrared spectroscopy) é um método espectroscópico que usa a região do infravermelho próximo do espectro eletromagnético (de 750 nm a 2500 nm). As aplicações mais comuns incluem diagnósticos, pesquisas médicas e fisiológicas, incluindo glicemia, oxímetro de pulso, neuroimagem funcional, medicina esportiva, treinamento esportivo de alto rendimento, ergonomia, reabilitação, pesquisa neonatal , interface cérebro-computador, urologia (contração da bexiga) e neurologia (acoplamento neurovascular). Existem aplicações em outras áreas, como farmacêutica, controle da qualidade de alimentos e agroquímicos, química atmosférica, pesquisa de combustão e astronomia.